# Sam Eyde
Samuel Eyde (født 29. oktober 1866 i Arendal, død 21. juni 1940 i Åsgårdstrand) var en norsk ingeniør, kemiker og industrimand. Han var søn af en skibsreder. Eyde tog eksamen som bygningsingeniør i Berlin i 1891 og fik kort efter arbejde på jernbane- og brokontoret i Hamburg.
Han opfandt sammen med fysikeren Kristian Birkeland en metode til fremstilling af salpetersyre af luftens kvælstof og ilt og udnyttede senere opfindelsen industrielt. Han var med til at grundlægge Norsk Hydro (oprindeligt Norsk Hydroelektrisk Kvælstofaktieselskap) i 1905.